# Le Mariage de la Vierge (Giordano)
Pour les articles homonymes, voir Le Mariage de la Vierge.
Le Mariage de la Vierge est un tableau réalisé vers 1688 par le peintre italien Luca Giordano. De format horizontal, cette huile sur toile est une peinture chrétienne qui représente le mariage de la Vierge avec Joseph. Legs de Louis La Caze en 1869, l'œuvre est conservée au musée du Louvre, à Paris, en France. Son pendant, qui est L'Adoration des bergers, s'y trouve également.

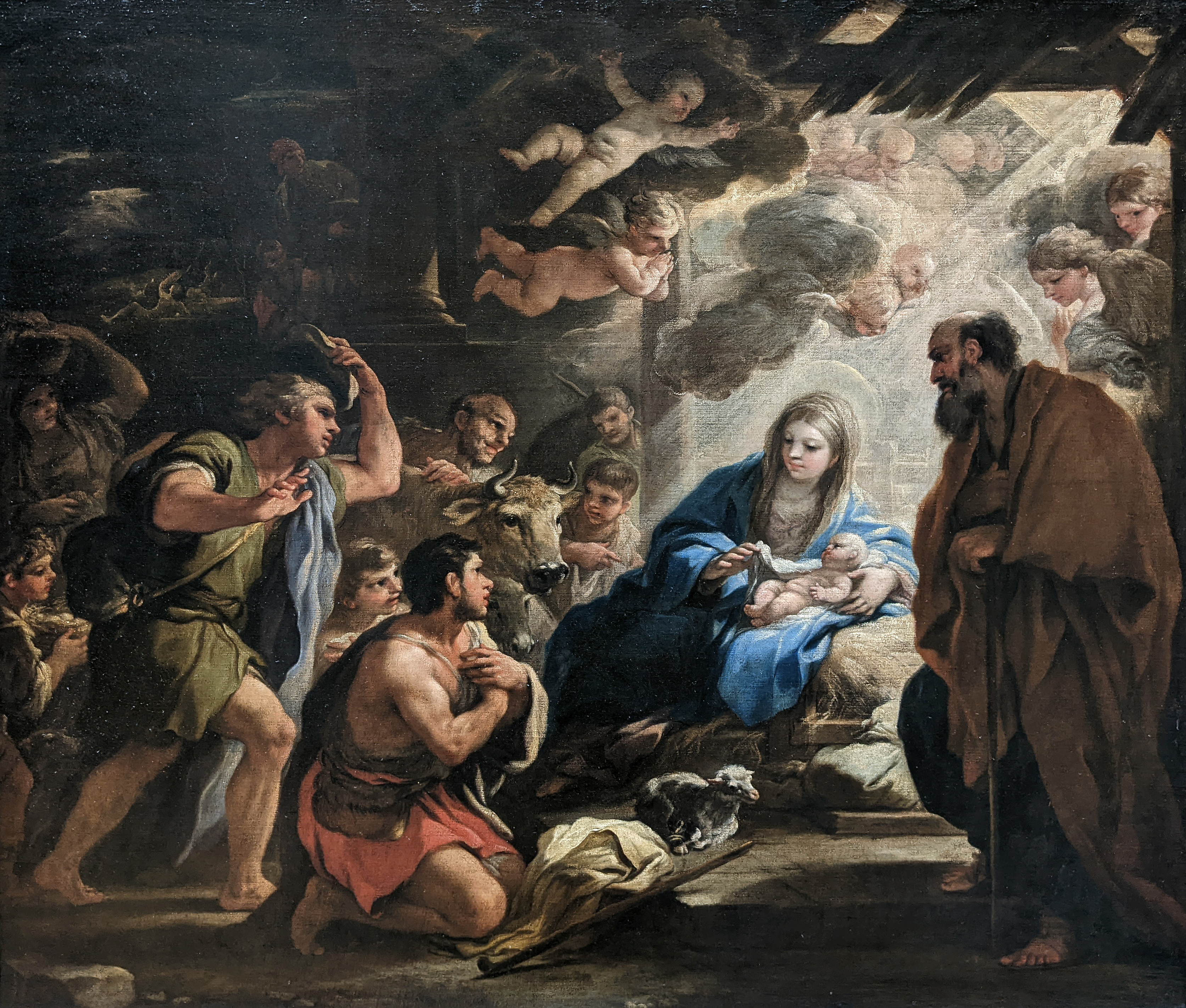
L'Adoration des bergers, vers 1688 – Musée du Louvre, Paris.